# 217603 Grove Creek
217603 Grove Creek è un asteroide della fascia principale. Scoperto nel 2008, presenta un'orbita caratterizzata da un semiasse maggiore pari a 3,1315020 UA e da un'eccentricità di 0,1187684, inclinata di 16,26523° rispetto all'eclittica.